# إيغور سوزا
إيغور سوزا (27 مايو 1979 في البرازيل - ) هو لاعب كرة قدم برازيلي في مركز الهجوم. لعب مع إستريلا دا أمادورا وإشتوريل برايا ونادي جل فيسنتي وMughan FK ‏ وF.C. Marco ‏ وRavan Baku FK ‏ وS.C.U. Torreense ‏ وSociedade Atlético Ceilandense ‏ والنادي الرياضي المركزي وCU Micaelense ‏ ونادي فييرينسي.

## وصلات خارجية
- إيغور سوزا على موقع قاعدة بيانات كرة القدم.إي يو (الإنجليزية)
- إيغور سوزا على موقع Soccerway.com (الإنجليزية)